# 布鲁诺·伽玛
布鲁诺·亚历山大·维莱拉·伽玛（Bruno Alexandre Vilela Gama）是一名葡萄牙足球运动员，场上位置是右前卫。

## 俱乐部生涯
伽玛出道于布拉加的青训系统，16岁时在客场2:2战平雷利亚的比赛中首次亮相葡萄牙足球超级联赛，随后被葡超豪门波尔图以75万欧元购入。
在波尔图的第一个赛季伽玛绝大多数时间在跟随波尔图B队参加比赛，之后被租借到母队布拉加一年，并随队参加了2006-2007赛季的欧洲联盟杯，在主场4:0战胜捷克利贝雷茨队的比赛中攻入一球。之后的两个赛季，伽玛又被波尔图租借到了塞图巴尔。
2009年7月，伽玛与波尔图解约，随后与里奥艾维签约两年，第一个赛季他打满了全年的30场比赛，在1:0战胜塞图巴尔和2:0击败历索斯的赛事中各入一球，为球队最终排名第12位立下汗马功劳。
2011年夏季，降入乙级的昔日西班牙劲旅拉科鲁尼亚以25万欧元的价格购入伽玛，签约4年。在2011-2012的西乙联赛中，伽玛表现出色，很快成为拉科鲁尼亚的主力。截至2012年4月27日，伽玛已为拉科鲁尼亚登场22次，攻入6球。

## 国家队生涯
2003年，伽玛参加了在本土举行的欧洲U-17足球锦标赛并夺得冠军。2007年，伽玛随队参加了2007年U20世界杯足球赛，在小组赛对新西兰的比赛中攻入两球。此后，伽玛亦被召入了葡萄牙21岁以下国家足球队。